# Suore della Divina Provvidenza (Sankt Mauritz)
Le Suore della Divina Provvidenza (in tedesco Schwestern von der Göttlichen Vorsehung) sono un istituto religioso femminile di diritto pontificio: i membri di questa congregazione pospongono al loro nome la sigla S.D.P.

## Storia
La congregazione venne fondata a il 3 novembre 1842 a St. Mauritz dal sacerdote tedesco Eduard Michelis (1813-1855), per sopperire alla mancanza in zona di istituzioni che si occupassero dell'assistenza agli orfani: venne approvata dal vescovo di Münster come congregazione di diritto diocesano il 29 novembre 1844.
Il fondatore diede alle sue religiose una regola ispirata a quella redatta da Vincenzo de' Paoli per le sue Figlie della Carità. Le Suore della Divina Provvidenza sopravvissero al Kulturkampf inizialmente rinunciando all'abito religioso, poi trasferendo la casa madre a Steyl, nei Paesi Bassi.
L'istituto ottenne il pontificio decreto di lode il 5 marzo 1957 e venne approvato definitivamente dalla Santa Sede il 7 febbraio 1967.

## Attività e diffusione
L'assistenza agli orfani continua a essere la principale occupazione delle Suore della Divina Provvidenza: si dedicano anche all'educazione della gioventù, all'assistenza agli infermi e alla collaborazione nell'apostolato missionario.
Sono presenti in Germania, Paesi Bassi, Brasile, Indonesia e Malawi: la sede generalizia è a Münster.
Al 31 dicembre 2005 l'istituto contava 1.411 religiose in 249 case.